# Valfloriana
Valfloriana é uma comuna italiana da região do Trentino-Alto Ádige, província de Trento, com cerca de 567 habitantes. Estende-se por uma área de 39 km², tendo uma densidade populacional de 15 hab/km². Faz divisa com Anterivo (BZ), Baselga di Piné, Capriana, Castello-Molina di Fiemme, Lona-Lases, Sover e Telve.